# 幸田夢波
幸田 夢波（こうだ ゆめは、1992年4月18日 - ）は、日本の声優、歌手。東京都出身。
本名・旧芸名：高橋 夢波（たかはし ゆめは）。

## 人物
- 東京都立戸山高等学校、立教大学現代心理学部映像身体学科の卒業生である[4][5]。
- プロダクション・エース演技研究所出身、元プロダクション・エース所属。
- 元々は歌手志望であったが、プロダクション・エースの新人発掘オーディションの際にマネージャーと出会い、声優という職業の魅力を知ったと語っている[3]。
- 現在はフリーランスだが、事務所を退所した直後は貯金残高が数百円の貧乏生活に陥ったと語っている[6]。
- 現在は声優ブロガーとして1か月に一度くらいのペースで記事を投稿している。

## 出演
太字はメインキャラクター。

### テレビアニメ
2009年
- キディ・ガーランド（ディア）

2010年
- そらのおとしものf（小金井花音、女子生徒）

2011年
- いつか天魔の黒ウサギ（酒井さとみ、生徒、女子生徒）

2013年
- ゴールデンタイム（茶道部員A）
- 俺の脳内選択肢が、学園ラブコメを全力で邪魔している（MC、女子生徒）

2014年
- ハマトラ（女子、女子大生）
- 未確認で進行形（担任、村人）
- マケン姫っ!通（女子生徒A）
- 桜Trick（津々井灯）
- 棺姫のチャイカ（ズィータ・ブルザスコ） - 2シリーズ
- 普通の女子校生が【ろこどる】やってみた。
- DRAMAtical Murder（女子B）
- Fate/kaleid liner プリズマ☆イリヤ ツヴァイ!（2014年 - 2015年、女生徒A子、店員、嶽間沢ステラ、子供〈女〉） - 2シリーズ
- 東京ESP（鳥羽春萌亜）
- 結城友奈は勇者である -結城友奈の章-（生徒）

2015年
- ISUCA（松浦文月）
- 長門有希ちゃんの消失（女性店員、女子1）
- トリアージX（三日月すみれ）
- 俺物語!!（子供）
- わしも（こども、赤ちゃん）

2016年
- ハルチカ 〜ハルタとチカは青春する〜（西川真由、ソムリエール、沖田香）
- この素晴らしい世界に祝福を!（2016年 - 2017年、クレメア） - 2シリーズ
- 魔装学園H×H（女子生徒、研究スタッフ、オペレーター）
- 私がモテてどうすんだ（サッカー女子、人影）

### OVA
- 棺姫のチャイカ AVENGING BATTLE（2015年、ズィータ・ブルザスコ）

### ゲーム
- 機巧少女は傷つかない Facing "Burnt Red"（2013年、桜[11]）
- ヒーローズプレイスメント（2014年、ぱる子[12]、百合若翠[13]）

### 吹き替え
- 会いたい（ハン・アルム〈イ・セヨン〉）
- Virginia/ヴァージニア（ヴィッキー）
- 項羽と劉邦 King's War（幼）
- 孔子（孔伋）
- コロンビアーナ（幼少期のカトレア〈アマンドラ・ステンバーグ〉）
- 17歳のエンディングノート（テッサ・スコット〈ダコタ・ファニング〉）
- ブレイキング・ポイント（アン・ハーゲン〈ダコタ・ファニング〉）
- 未来警察Future X-cops（チチ）

### ウェブラジオ
- 棺音（ラジオ）のチャイカ（2014年4月18日 - 7月4日、HiBiKi Radio Station）[14]
- Fate/kaleid liner イリヤとクロのプリズマナイト! ツヴァイ!（2014年6月25日 - 10月1日、音泉） - コーナーパーソナリティ「幸田夢波のドリームウェ～ブ♪」担当 [15]
- Fate/kaleid liner イリヤと凛のプリズマナイト ツヴァイ ヘルツ!（2014年10月29日 - 2015年5月27日、音泉） - コーナーパーソナリティ担当[16]
- Fate/kaleid liner イリヤと美遊のプリズマ☆ナイト ツヴァイ ヘルツ!（2015年6月10日 - 10月21日、音泉） - コーナーパーソナリティ担当[17]
- 幸田夢波と壷井濯の『夢を仕事に変えるラジオ』（2017年12月25日 - 、Himalaya・YouTube）[18]

### 舞台
- アニ★ゆめセカンドシーズン（2009年12月25日 - 2010年5月1日、AMGホール） - レギュラー出演

## ディスコグラフィ

### シングル
| 枚  | 発売日       | タイトル                             | 規格品番   | 規格品番   | 最高位 |
| 枚  | 発売日       | タイトル                             | 初回限定盤 | 通常盤     | 最高位 |
| --- | ------------ | ------------------------------------ | ---------- | ---------- | ------ |
| 1st | 2014年8月6日 | TWO BY TWO                           |            | LACM-14262 | 91位   |
| 2nd | 2015年8月5日 | ハプニング☆ダイアリー／Wishing diary | LACM-34379 | LACM-14379 | 117位  |

### タイアップ
| 楽曲                  | タイアップ                                                                           | 時期   |
| --------------------- | ------------------------------------------------------------------------------------ | ------ |
| TWO BY TWO            | テレビアニメ『Fate/kaleid liner プリズマ☆イリヤ ツヴァイ!』エンディングテーマ        | 2014年 |
| ハプニング☆ダイアリー | テレビアニメ『Fate/kaleid liner プリズマ☆イリヤ ツヴァイ ヘルツ!』エンディングテーマ | 2015年 |
| Wishing diary         | テレビアニメ『Fate/kaleid liner プリズマ☆イリヤ ツヴァイ ヘルツ!』エンディングテーマ | 2015年 |

### 参加作品
| 発売日   | タイトル                                                | 名義                                                                       | 楽曲                            | タイアップ                               |
| 2009年   | 2009年                                                  | 2009年                                                                     | 2009年                          | 2009年                                   |
| -------- | ------------------------------------------------------- | -------------------------------------------------------------------------- | ------------------------------- | ---------------------------------------- |
| 12月23日 | キディ・ガーランド 挿入歌集                             | アスクール（内田彩）、ク・フィーユ（合田彩）、ディア（高橋夢波）           | 「うたを歌おう♪」               | テレビアニメ『キディ・ガーランド』挿入歌 |
| 2010年   |                                                         |                                                                            |                                 |                                          |
| 2月24日  | キディ・ガーランド キャラクターソング Vol.3 ディア&タマ | ディア（高橋夢波）&タマ（若本規夫）                                        | 「ディアだもん」 「キラリズム」 | テレビアニメ『キディ・ガーランド』       |
| 2015年   |                                                         |                                                                            |                                 |                                          |
| 7月31日  | トリアージX BD・DVD第2巻特典CD                          | Asymmetry                                                                  | 「クリスタライズ」              | テレビアニメ『トリアージX』挿入歌        |
| 7月31日  | トリアージX BD・DVD第2巻特典CD                          | 三日月はろん（野水伊織）、三日月すみれ（幸田夢波）、梨田織葉（佐藤亜美菜） | 「トリニティインフィニティ」    | テレビアニメ『トリアージX』挿入歌        |

## 著書
共著
- 無職本（2020年7月2日、水窓出版、ISBN 978-4909758033） - 松尾よういちろう、太田靖久、スズキスズヒロ、銀歯、竹馬靖具、茶田記麦、小野太郎との共著

### ユニットメンバー
1. ↑  三日月はろん（野水伊織）、三日月すみれ（幸田夢波）